# チェルニーヒウ爆撃

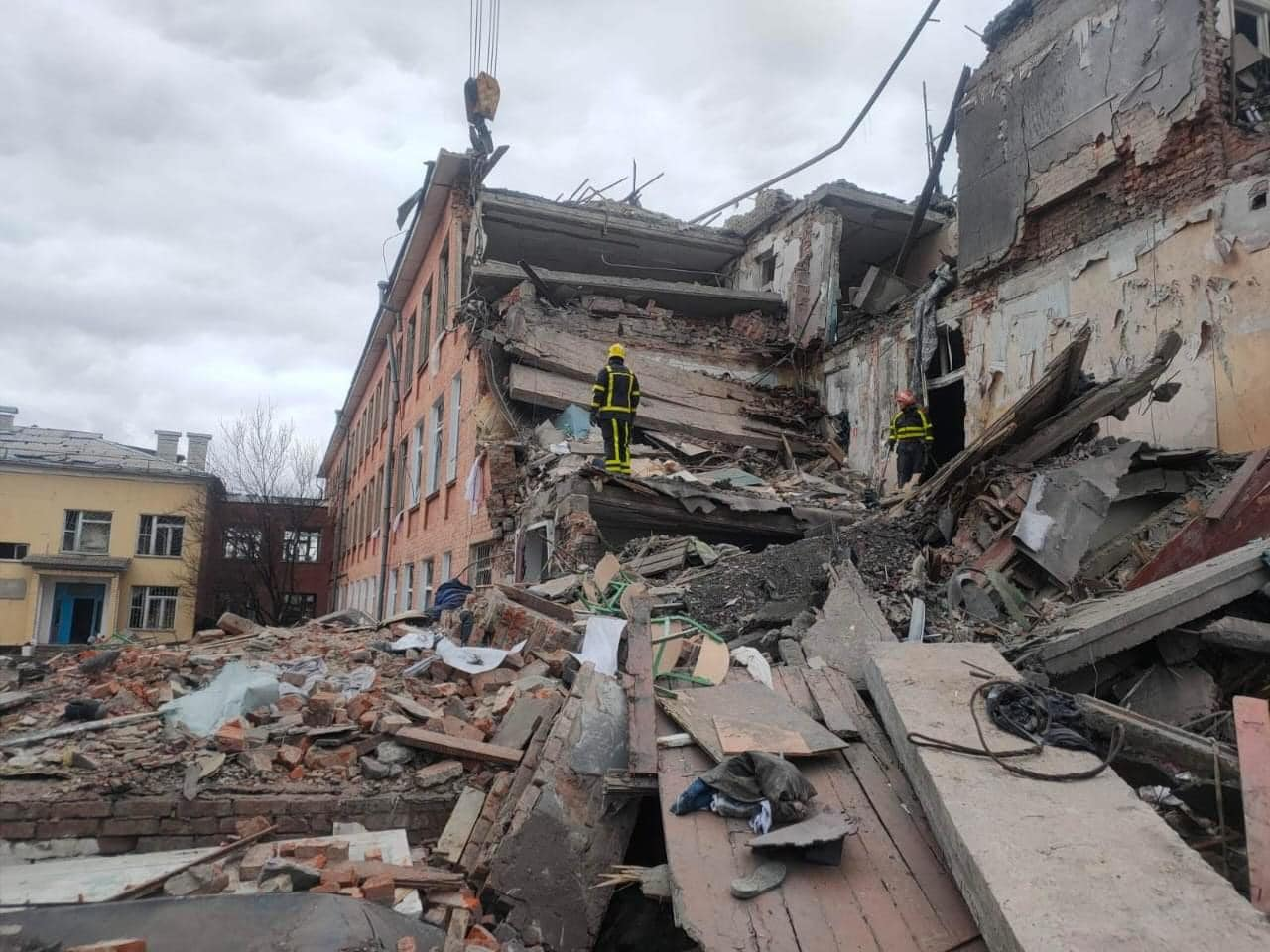
同日に爆撃された学校

チェルニーヒウ爆撃（チェルニーヒウばくげき）は、ロシアのウクライナ侵攻のチェルニーヒウ包囲戦において、2022年3月3日にロシア軍がチェルニーヒウへの爆撃を行い、47人が死亡した事件を指す。アムネスティ・インターナショナルとヒューマン・ライツ・ウォッチは、この爆撃を戦争犯罪と表現した。

## 爆撃
2022年3月3日午後12時（現地時間）に、無誘導爆弾6発がチェルニーヒウの住宅街、Viacheslav Chornovilが建築した三角形の広場、Kruhova streets（北緯51度30分00秒 東経31度16分45秒 / 北緯51.5001度 東経31.2791度座標: 北緯51度30分00秒 東経31度16分45秒 / 北緯51.5001度 東経31.2791度）に落下する様子が撮影された。アムネスティ・インターナショナルの分析によれば、少なくとも8発の爆弾が投下されたとされる。Ivana Bohuna Streetの住人Alinaは、爆撃前に大きなブーンという音を耳にしていた。
爆撃の映像がドライブレコーダーに記録されていた。映像では、6発の爆弾が落下して爆発する様子が確認された。また、他のオンラインメディアでは、犠牲者の遺体、ストレッチャーで搬送される生存者、爆撃を受けたアパートで消火活動を行う消防士、炎上する車や木の様子が映し出されていた。チェルニーヒウ州知事のヴャチェスラフ・チャウスは、取材において、学校2校が爆撃を受けたと発言した。
ウクライナ生まれのアメリカのビクトリア・スパルツ議員（インディアナ州選出、共和党）は、祖母が現場付近の住宅に住んでおり、窓が破壊されたと発言した。
同日、市内の他の場所（Biloruskyi Lane付近）で、学校2校と住宅8軒が破壊され、住宅7軒以上が深刻な被害を受けた。

## 被害者
Ivana Bohuna Streetの住人Yulia Matvienkoは、頭に傷を負ったものの爆撃を生き延びた。彼女の3人の子どもは無傷だったが、爆撃後に瓦礫の中から抜け出さねばならなかったという。地元の緊急通報受理機関によれば、爆撃により男性38人と女性9人が死亡し、18人が負傷したという。

## 調査
アムネスティ・インターナショナルは、近隣に正当な軍事目標を発見することができなかったために、爆撃が戦争犯罪に該当する可能性があるとの見解を示した。
ヒューマン・ライツ・ウォッチは、爆撃時に交差点の内外に重要な（軍事）目標があった証拠を発見することができなかったため、潜在的に意図的か無謀な無差別攻撃であると指摘し、International Criminal Court investigation in Ukraineと国際連合の審議会に対して、戦争犯罪が発生したかどうかを判断し、責任を負うべき人物に責任を問うように要請した。ヒューマン・ライツ・ウォッチの調査には、目撃者3人と住人2人への電話取材と映像22本と画像12枚の分析が含まれ、取材を受けた目撃者は、近隣で軍事目標や作戦には気付いていなかったと発言した。
500キログラムの爆弾による爆撃の穴が発見された。2022年ロシアのウクライナ侵攻において、爆弾FAB-500が使われていたことが判明している。